# Мелена (медицина)
Мелена је симптом који се огледа у тамној, сјајној столици, карактеристичног мириса, што је узроковано крварењем из дигестивног система. Црна боја јавља се због оксидације гвожђа у молекулу хемоглобина у танком и дебелом цреву.
Најчешћи узрок мелене је улкусна болест, те крварење из варикозитета једњака, али крв се може појавити и у другим болестима које захватају горњи део дигестивног система.
Мелен треба разликовати од хематохезије – појаве свеже (црвене) крви у столици.

## Диференцијално дијагностичке разлике крварења из гастро-интестиналног тракта
| Хематемеза                      | Мелена | Хематохезија |
| ------------------------------- | --- | --- |
| Крварење из горњих делова ГИС-а | Крварење из горњих делова ГИС-а Могуће крварење из танког црева и цекоасцендентног дела колона (успорен транзит или је крварење мањег интензитета - разграђена крв - деградација цревних бактерија Псеудомелена (препарати гвожђа, бизмута, обојени сокови) | Крварење из горњих делова ГИС-а Могућа крварења из горњих делова ГИС-а (5-10% могућа брза пражњења црева - задржавање крви у цревима мање од od 8 h или губитак крви већи од 1.000 ml) |